# Loubens, Gironde
Loubens är en kommun i departementet Gironde i regionen Nouvelle-Aquitaine i sydvästra Frankrike. Kommunen ligger i kantonen La Réole som tillhör arrondissementet Langon. År 2022 hade Loubens 314 invånare.

## Befolkningsutveckling
Antalet invånare i kommunen Loubens
Referens:INSEE